# 欣玛昂
欣玛昂（1976年6月14日—）又譯作辛瑪昂，為緬甸社會運動家與政治人物，大學時期開始參與社會運動，1998年在一場和平抗議中被捕，遭判處28年監禁，實際作為政治犯被關押11年，其中有近9年為獨自關押，2009年她突然獲釋並繼續參與社會運動，與數個非政府組織合作，並創立了宣導結合亞洲文化與民主的研究小組，以及女性政治犯的互助協會。2012年欣馬昂獲美國國務院頒發國際婦女勇氣獎。
2015年緬甸議會選舉中，欣玛昂當選為仰光揚金區的緬甸眾議院議員，2021年緬甸軍事政變後去職，後加入緬甸聯邦議會代表委員會，3月獲提名擔任外交部長。